# Quintus Caecilius Metellus Nepos (Kr. e. 98)
Quintus Caecilius Metellus Nepos (Kr. e. 2. század – Kr. e. 1. század) római politikus, az előkelő, plebeius származású Caecilia gens Metellus-ágának tagja, Quintus Caecilius Metellus Balearicus, Kr. e. 123. consuljának fia.
Agnomenjét (a latin Nepos jelentése unoka) feltehetően onnan kapta, hogy ő volt az ünnepelt Qiuntus Macedonicus első unokája, és ekkortájt oly népes volt a Metellusok családja, hogy szükségessé vált a megkülönböztető ragadványnév (ugyanis a keresztneveket az ókori Rómában egy családban ritkán variálták; az elsőszülöttek szinte mindig apjuk praenomenjét örökölték).
Nepos első említése Kr. e. 99-ből származik, amikor több családtagjával együtt kieszközölte a senatusban édesapja unokatestvérének, Quintus Numidicusnak a visszahívását a száműzetésből. Tullius Didiusszal közösen volt consul Kr. e. 98-ban. Nevükhöz fűzödik a lex Caecilia Didia meghozatala, amely megtiltotta az olyan törvényjavaslatok (leges Saturae) beterjesztését, amelyek több, egymástól független problémakörrel foglalkoztak.
Két, consulságot később elérő fia született, mindkettő Quintus: az egyikük a Nepos utónevet vitte tovább, míg a másik a Celer agnoment viselte.